# Rhopalicus guttatus
Rhopalicus guttatus é uma espécie de insetos himenópteros, mais especificamente de vespas parasíticas pertencente à família Pteromalidae.
A autoridade científica da espécie é Ratzeburg, tendo sido descrita no ano de 1844.
Trata-se de uma espécie presente no território português.